# Franz Xaver Gernstl

Franz Xaver Gernstl (2018)

Franz Xaver Gernstl (* 26. Februar 1951 in Jenbach) ist ein deutscher Dokumentarfilmer und Produzent.

## Leben
Franz Xaver Gernstl absolvierte eine Ausbildung zum Bankkaufmann und studierte anschließend Sozialpädagogik. Später war er als freier Mitarbeiter, Filmemacher und Reporter beim Bayerischen Rundfunk tätig, unter anderem für die Fernsehreihe Da schau her.
Für seine Reportagereihe Gernstl unterwegs, die er zusammen mit dem Kameramann Hans Peter Fischer und dem Tonmann Stefan Ravasz von 1983 bis 2024 drehte, war er Produzent, Regisseur und Moderator zugleich. Meist ungeplant ging Gernstl auf Menschen links und rechts der Straße zu. Er brachte sie zum Reden, ohne selbst viele Worte zu verlieren. Seine Herangehensweise erinnert an den amerikanischen Journalisten und Autor Studs Terkel, der es sich ebenso zum Ziel machte, das Leben der einfachen Menschen zu dokumentieren. Im Dezember 2024 wurde bekannt, dass die Sendereihe nach mehr als 40 Jahren aufgrund einer Entscheidung des Bayerischen Rundfunks im Jahr 2025 nicht mehr fortgesetzt wird.
Eine der ersten TV-Produktionen von Gernstls Produktionsfirma Megaherz Film und Fernsehen war die Unterhaltungssendung Dingsda. Später folgten unter anderem die Kinder-Wissenssendungen Willi wills wissen, Checker Can, Checker Tobi und Checker Julian. Außerdem produzierte die Megaherz mehrere Kinofilme von Doris Dörrie, darunter Erleuchtung garantiert, der mit dem Bayerischen Filmpreis ausgezeichnet wurde, Der Fischer und seine Frau (Co-Produktion) und Nackt (Co-Produktion), der mit dem Bundesfilmpreis in Silber prämiert wurde.

## Auszeichnungen
- 1992: Grimme-Preis für Buch und Regie von 51° Nord: Deutschland querdurch
- 1999: Bayerischer Filmpreis Produzentenpreis für Erleuchtung garantiert
- 2000: Grimme-Preis für Gernstl unterwegs
- 2001: Bayerischer Fernsehpreis für Gernstl unterwegs
- 2003: Deutscher Filmpreis für Nackt (Co-Produktion)
- 2005: Ravensburger Medienpreis für Die Welt von Jan und Elke
- 2007: Kulturpreis Bayern (Sonderpreis)

## Filmografie als Produzent (Auswahl)
- 1997: Das Wispern im Berg der Dinge, als Produzent (Regie: Dominik Graf)
- 1999: Erleuchtung garantiert, als Produzent und Darsteller (Regie: Doris Dörrie)
- 2000: Wir haben vergessen zurückzukehren, als Produzent (Regie: Fatih Akın)
- 2001: Die Leopoldstraße kills me, als Produzent (Regie: Klaus Lemke)
- 2001–2010: Willi wills wissen, als Produzent (Moderator: Willi Weitzel)
- 2002: Nackt, als Produzent (Regie: Doris Dörrie)
- 2003: Herr Wichmann von der CDU, als Produzent (Regie: Andreas Dresen)
- 2004: Familienreise, als Produzent (Regie: Michael Gutmann)
- 2004: Engelchen flieg, als Produzent (Regie: Adolf Winkelmann)
- 2005: Der Fischer und seine Frau, als Co-Produzent (Regie: Doris Dörrie)
- 2005: Gernstls Reisen: Auf der Suche nach dem Glück, als Regisseur
- 2006: Das Leuchten der Sterne, als Produzent (Regie: Adolf Winkelmann)
- 2007: How to Cook Your Life, als Produzent (Regie: Doris Dörrie)
- seit 2009: Landfrauenküche im Bayerischen Fernsehen[4]
- 2009: Willi und die Wunder dieser Welt, als Produzent (Regie: Arne Sinnwell)
- 2013: Guerilla Köche, als Produzent (Regie: Jonas Gernstl)
- 2017: 665 Freunde, als Produzent (Regie: Jonas Gernstl)
- 2018: Checker Tobi und das Geheimnis unseres Planeten, als Produzent (Regie: Martin Tischner)

## Filmografie als Regisseur (Auswahl)
- 1983: 10° östlicher Länge – Schnurstracks durch die Republik[5]
- 1991: 51 ° Nord – Deutschland querdurch
- seit 1996: Gernstl unterwegs
- 1997–1999: Gernstl unterwegs – Eine Reise entlang der Bayerischen Grenzen
- 2001: Die Landshuter und ihre Hochzeit
- 2000–2002: Gernstl unterwegs – Eine Expedition entlang der Bundesstraße 2
- 2001: Gernstl am Chiemsee
- 2002: Gernstl in Regensburg
- 2002: Gernstl im Königswinkel
- 2003–2005: Gernstl in den Alpen
- 2004: Ein Bayer fragt sich durch
- 2004: Die Welt von Jan und Elke
- 2005: Gernstls Kochgeschichten
- 2006: Gernstl in München
- 2006: Gernstl in Istanbul
- 2006: Gernstl in Wien
- 2006: Gernstl in Nürnberg
- 2006: Gernstls Reisen – Auf der Suche nach dem Glück (Kinofilm)
- 2006–2008: Gernstls Deutschlandreise
- seit 2010: Sieben mal Bayern[6]
- 2012: Gernstl in Griechenland
- 2013: Gernstls kulinarische Ermittlungen (Mallorca, Veneto, Schweden)
- 2013: Gernstls Zeitreisen – 10° Ost
- 2014: Gernstls Zeitreisen – 51° Nord
- 2014: Gernstls Zeitreisen – Rund um Bayern
- 2015: Gernstl in Israel
- 2016: Gernstl in New York
- 2016: Gernstl in San Francisco
- 2016: Gernstl in Los Angeles
- 2016: Gernstl in Rom
- 2016: Gernstl in Holland
- 2016: Gernstl in Irland
- 2022: Gernstl unterwegs nach Jesolo